# Echenais zerna
Echenais zerna är en fjärilsart som beskrevs av William Chapman Hewitson 1872. Echenais zerna ingår i släktet Echenais och familjen Riodinidae. Inga underarter finns listade i Catalogue of Life.